# Marta (nome)
Marta  è un nome proprio di persona italiano femminile. 

## Varianti
- Maschile: Marto[4][5]

### Varianti in altre lingue
Di seguito si trova una lista delle varianti del nome in altre lingue:
- Amarico: ማርታ (Marta)[6]
- Antico slavo ecclesiastico: Марѳа (Marf̀a)
- Bulgaro: Марта (Marta)
- Catalano: Marta
- Ceco: Marta
- Croato: Marta
- Danese: Martha
- Finlandese: Martta
- Francese: Marthe
- Georgiano: მართა (Marta)
- Greco biblico: Μαρθα (Martha)[3]
- Greco moderno: Μαρθα (Martha)

- Inglese: Martha
  - Alterati: Matty (arcaico), Patty
- Latino: Martha[2][3]
- Lettone: Marta
- Lituano: Morta
- Macedone: Марта (Marta)
- Māori: Maata
- Norvegese: Martha, Marta, Marte
- Olandese: Martha, Marta
- Polacco: Marta
  - Alterati: Martusia[7]
- Portoghese: Marta
- Rumeno: Marta

- Russo: Марфа (Marfa)
- Serbo: Марта (Marta)
- Slovacco: Marta
- Sloveno: Marta
- Spagnolo: Marta
  - Alterati: Martita
- Svedese: Martha, Marta
- Tedesco: Marta, Martha, Marthe
- Ungherese: Márta
  - Alterati: Mártuska

1. ↑  Tutte le varianti elencate in questa sezione sono verificabili, salvo diversamente specificato, alla nota 1.

## Origine e diffusione

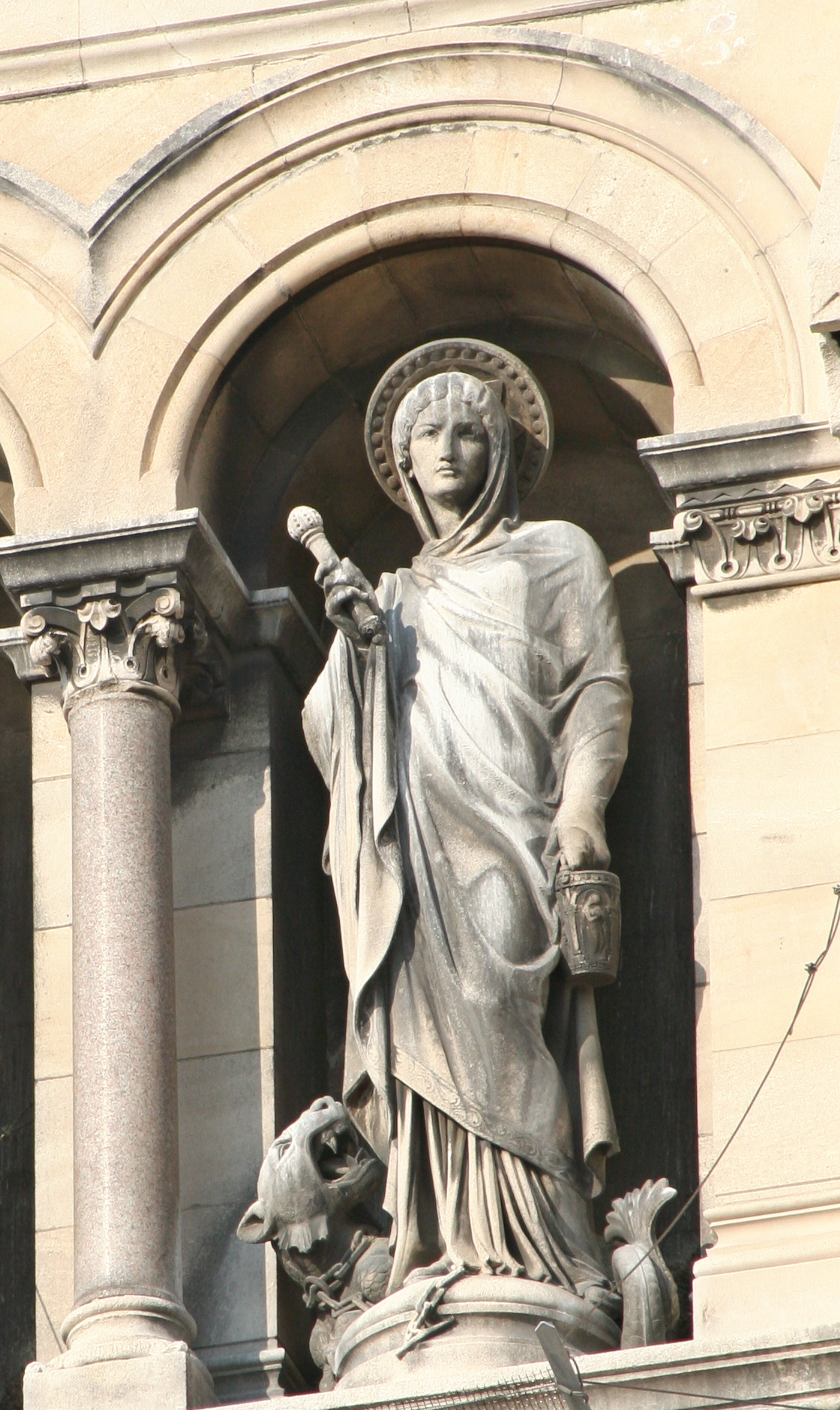
Statua di santa Marta sulla Cattedrale di Marsiglia

Si tratta di un nome di origine semitica, basato sul termine aramaico מרתא (mārtā, femminile di מרא, mārā), che significa "signora", "padrona"; è pertanto affine, dal punto di vista semantico, ai nomi Sara, Donna, Lia, Creusa, Freya, Despina e Matrona.
Si tratta di un nome di tradizione biblica, in quanto portato da Marta, la sorella di Maria e Lazzaro, citata nel Vangelo di Luca e in quello di Giovanni, figura che ne ha sostenuto la diffusione.
In Italia è ben attestato in tutta la penisola, e particolarmente in Trentino-Alto Adige. Secondo dati dell'ISTAT nei primi anni del XXI secolo è tra i primi 30 nomi preferiti per le nuove nate.
Sempre secondo l'ISTAT, nel 2022 si colloca al 37º posto fra i nomi femminili più scelti in Italia, essendo stato attribuito a 1023 bambine.
La forma Martha non venne usata in Inghilterra fino a dopo la Riforma Protestante. La forma diminutiva inglese Matty, oramai arcaica, è anche un diminutivo per il nome Matthew; da essa deriva il nome Patty (con il cambio di consonante iniziale che si riscontra anche in Meggy-Peggy e Molly-Polly), che però è attualmente usato come diminutivo per il nome Patricia.

## Onomastico
L'onomastico viene festeggiato il 29 luglio, in onore di santa Marta di Betania, sorella di Lazzaro e Maria di Betania, amica di Gesù. Con questo nome si ricordano anche:
- 19 gennaio, santa Marta, martire a Roma nel 270 insieme al marito Mario e ai figli Audiface e Abaco[14]
- 18 marzo, beata Marta Le Bouteiller, religiosa[14]
- 19 aprile, santa Marta, vergine, una dei martiri persiani[14]
- 5 luglio, santa Marta, madre di Simeone Stilita il Giovane[14]
- 12 luglio, beata Marta del Buon Angelo, vergine e martire con altre tre compagne a Orange[14]
- 10 agosto, santa Marfa di Suzdal', Stolta in Cristo
- 8 novembre, santa Marta di Pskov, principessa e monaca[14]

## Persone

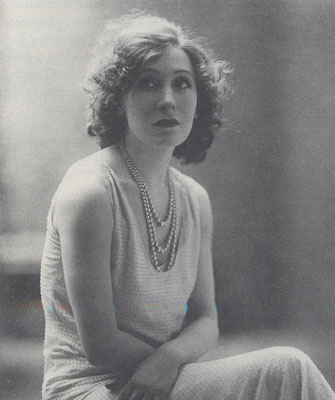
Marta Abba

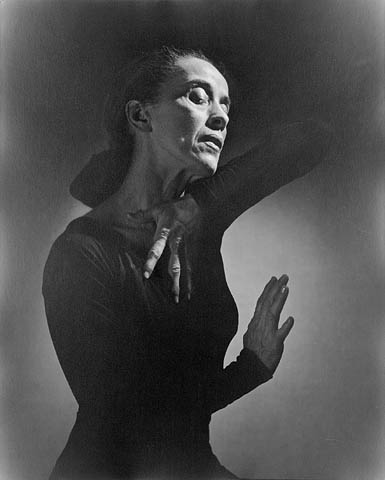
Martha Graham

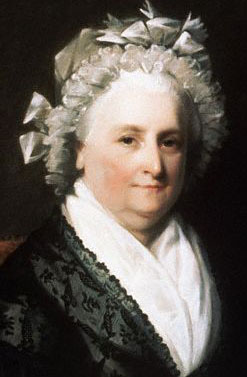
Martha Washington

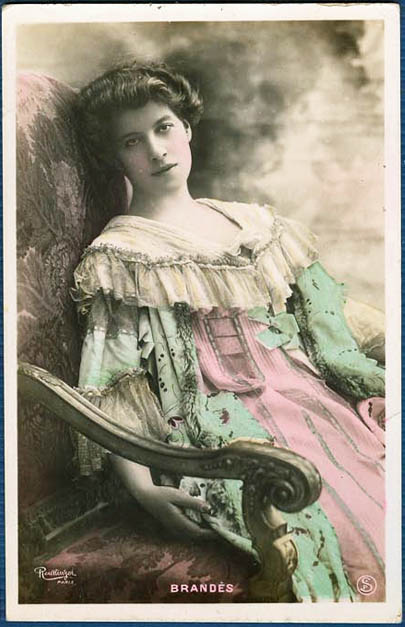
Marthe Brandés

- Marta Abba, attrice teatrale e cinematografica italiana
- Marta Cartabia, docente e costituzionalista italiana
- Marta Dassù, saggista italiana
- Marta Eggerth, cantante e attrice ungherese naturalizzata statunitense
- Marta Galeotti, pallavolista italiana
- Marta Kubišová, cantante ceca
- Marta May, attrice spagnola
- Marta Robin, mistica francese
- Marta Tana, nobildonna, madre di san Luigi Gonzaga
- Marta Vieira da Silva, calciatrice brasiliana
- Marta Vincenzi, politica italiana

### Variante Martha
- Martha Argerich, pianista argentina
- Martha Coffin Wright, insegnante statunitense
- Martha Jane Canary-Burke, vero nome di Calamity Jane, personaggio dell'epopea statunitense del selvaggio West
- Martha Fiennes, regista, produttrice cinematografica e scrittrice britannica
- Martha Gellhorn, giornalista e scrittrice statunitense
- Martha Graham, danzatrice e coreografa statunitense
- Martha Griffiths, politica, avvocato e magistrato statunitense
- Martha Hyer, attrice statunitense
- Martha Mansfield, attrice statunitense
- Martha Norelius, nuotatrice statunitense
- Martha Nussbaum, filosofa statunitense
- Martha Plimpton, attrice statunitense
- Martha Root, divulgatrice religiosa statunitense
- Martha Scott, attrice cinematografica, teatrale e televisiva statunitense
- Martha Wash, cantante statunitense
- Martha Washington, first lady statunitense
- Martha Beatrice Webb, economista e sociologa britannica
- Martha Wentworth, attrice e doppiatrice statunitense

### Variante Marthe
- Marthe Beraud, medium e spiritista francese
- Marthe Brandés, attrice teatrale francese
- Marthe-Marguerite Caylus, scrittrice francese
- Marthe Hanau, affarista francese
- Marthe Keller, attrice svizzera
- Marthe Kristoffersen, fondista norvegese
- Marthe Richard, agente segreta e politica francese
- Marthe Robert, critica letteraria, saggista e traduttrice francese

### Altre varianti
- Marte Alexander, cestista statunitense naturalizzata italiana
- Márta Mészáros, regista ungherese
- Márta Sebestyén, cantante ungherese
- Marfa Sobakina, terza moglie di Ivan IV di Russia
- Märta Torén, attrice svedese

## Il nome nelle arti
- Marta Cesaroni è un personaggio della serie televisiva I Cesaroni; porta lo stesso nome di battesimo della nonna paterna, non più in vita durante lo svolgimento della serie.
- Marta Di Spelta è la protagonista femminile della commedia La grande magia di Eduardo De Filippo.
- Marta Finali è la protagonista femminile del film del 1966 Adulterio all'italiana, diretto da Pasquale Festa Campanile.
- Martha Huber è un personaggio della serie televisiva Desperate Housewives.
- Martha Jones è un personaggio della serie televisiva Doctor Who.
- Martha Logan è un personaggio della serie televisiva 24.
- Marta Nannuzzi è la protagonista femminile del film del 1983 Un povero ricco, diretto da Pasquale Festa Campanile.
- Marta Ponticelli è la protagonista femminile del film del 1980 Salto nel vuoto, diretto da Marco Bellocchio.
- Marta Ramos è un personaggio della serie televisiva Paso adelante.
- Marta Vitale è la protagonista femminile del film del 1982 Sciopèn, diretto da Luciano Odorisio.
- Marta è un personaggio del film del 1969 Le sorelle, diretto da Roberto Malenotti.
- Marta è la protagonista femminile del film del 1981 Ricomincio da tre, diretto da Massimo Troisi.
- Marta è la protagonista femminile del film del 1981 Ad ovest di Paperino, diretto da Alessandro Benvenuti.
- Marta è un personaggio della serie a fumetti Lupo Alberto.
- Martha Wayne è un personaggio dei fumetti DC Comics.
- Martha è un'opera di Friedrich von Flotow.
- Martha My Dear è una canzone scritta da Paul McCartney (ma attribuita, come al solito, al duo John Lennon/Paul McCartney), e incisa per la prima volta sul White Album nel 1968.
- Marta è una canzone di Antonello Venditti.
- Marta è un personaggio della canzone Mario (a.k.a: Mario - Marta) di Dario Vergassola.
- Martha è un personaggio della webserie animata Helluva Boss.
- Martha Cratchit è una dei figli di Bob Cratchit nel libro Canto di Natale di Charles Dickens, e di tutte le opere da esso tratte.

## Toponimi
- 205 Martha è un asteroide del sistema solare, così chiamato in onore di Marta di Betania.
- Martha's Vineyard è un'isola degli Stati Uniti d'America; non si sa per certo chi sia la Martha da cui prende il nome[8], anche se si suppone possa trattarsi della figlia prematuramente scomparsa dello scopritore Bartholomew Gosnold.
- La Costa della principessa Martha è una porzione di costa della Terra della regina Maud in Antartide, così battezzata dal capitano Hjalmar Riiser-Larsen in onore della principessa Marta di Norvegia.